# Собор Коми святых
Собор Коми святых — отмечаемый Русской православной церковью праздник в честь святых, связанных с Республикой Коми. Отмечается 11 февраля (29 января). Праздник был установлен после обращения к патриарху Кириллу архиепископа Сыктывкарского и Коми-Зырянского Питирима. В 2015 году 23 марта по благословению Святейшего Патриарха Кирилла праздник был внесён в месяцеслов и впервые отпразднован в 2016 году. Жития святых вошли в сборник «Новомученики и исповедники, в земле Коми просиявшие», где опубликован текст акафиста, молитвы и тропари. В 2019 году Сыктывкарская епархия сообщила о мироточении икон святых, входящих в собор, в день праздника.

## Описание
В собор вошли четыре просветителя: Герасим, Питирим, свтт. Стефан Пермский и Иона, Усть-Вымские чудотворцы и исповедники российские. Полный список включает в себя 44 имени святых.

## Святые
- Свт. Стефан Пермский, еп., просветитель зырян (+ 1396, память 26 апреля)
- Свт. Герасим Великопермский, еп. Усть-Вымский (+ ок. 1441/43, память 24 января)
- Сщмч. Питирим Великопермский, еп. Усть-Вымский (+ 1455/56, память 19 августа)
- Свт. Иона Великопермский, еп. Усть-Вымский (+ 1470, память 6 июня)
- Сщисп. Виктор (Островидов), еп. Глазовский (+ 1934, память 19 апреля, 18 июня)
- Прмч. Платон (Колегов), иером. (+ 1937, память 2 августа)
- Сщмч. Николай Шумков, свящ. (+ 1937, память 9 августа)
- Сщмч. Григорий Бронников, свящ. (+ 1937, память 12 августа)
- Сщмч. Николай Доброумов, свящ. (+ 1937, память 12 августа)
- Мч. Михаил Ерегодский, псал. (+ 1937, память 18 августа)
- Прмц. Елисавета (Ярыгина), мон. (+ 1937, память 30 августа)
- Сщмч. Павел Малиновский, прот. (+ 1937, память 30 августа)
- Сщмч. Герман (Ряшенцев), еп. (+ 1937, память 2 сентября)
- Мч. Павел Елькин (+ 1937, память 2 сентября)
- Сщмч. Стефан Ермолин, свящ. (+ 1937, память 2 сентября)
- Мч. Евфимий Кочев, церк. староста (+ 1937, память 5 сентября)
- Сщмч. Всеволод Потёминский, свящ. (+ 1937, память 6 сентября)
- Сщмч. Димитрий Спасский, свящ. (+ 1937, память 6 сентября)
- Сщмч. Иоанн Павловский, свящ. (+ 1937, память 6 сентября)
- Прмч. Мелетий (Федюнев), иером. (+ 1937, память 10 сентября)
- Сщмч. Палладий Попов, свящ. (+ 1937, память 10 сентября)
- Сщмч. Иоанн Попов, свящ. (+ 1937, память 10 сентября)
- Сщмч. Иоанн (Пашин), еп. Рыльский (+ 1938, память 26 февраля)
- Сщмч. Иоанн Миротворцев, свящ. (+ 1938, память 5 марта)
- Сщмч. Николай Гаварин, свящ. (+ 1938, память 11 апреля)
- Прмч. Сергий Крестников, послуш. (+ 1938, память 12 апреля)
- Сщмч. Владимир Соколов, прот. (+ 1940, память 27 августа)
- Прмч. Феодор Абросимов, послуш. (+ 1941, память 20 июля)